# دانشگاه استنفورد
دانشگاه استنفورد (به انگلیسی: Stanford University) یک دانشگاه تحقیقاتی خصوصی در استنفورد واقع در ایالت کالیفرنیا آمریکا است که در سال ۱۸۹۱ میلادی توسط لیلند استنفورد، سناتور وقت کالیفرنیا بنیان‌نهاده شده‌است. شکل‌گیری دره سیلیکون به‌عنوان قلب تپنده فناوری و نوآوری در جهان با حضور دانشگاه استنفورد در این منطقه رخنمون می‌کند. این دانشگاه در سال ۲۰۲۲ بودجه تحقیقاتی هنگفتی بالغ بر ۱٫۸۲ میلیارد دلار را صرف پژوهش‌های خود نمود.
دانشگاه استنفورد همچنین با ضریب پذیرش ۴٪ به‌عنوان رقابتی‌ترین دانشگاه جهان شناخته می‌شود. در واقع ورود به استنفورد از هر دانشگاهی در جهان سخت‌تر است. رتبه‌های دوم و سوم به ترتیب به دانشگاه هاروارد و مؤسسه فناوری ماساچوست اختصاص دارند.
فارغ‌التحصیلان دانشگاه استنفورد شمار بسیاری از ابرشرکت‌های بسیار موفق بین‌المللی از جمله گوگل، یاهو، اچ‌پی، سیلیکون گرافیکس، سان مایکروسیستمز، لینکدین، اسنپ‌چت، اینستاگرام، نایکی، الکترونیک آرتس، انویدیا، سیسکو سیستمز و غیره را تأسیس کرده‌اند. به‌طوری‌که گردش مالی شرکت‌هایی که توسط فارغ‌التحصیلان این دانشگاه تأسیس شده‌اند سالانه بالغ بر ۲٫۷ تریلیون دلار آمریکا، معادل دهمین اقتصاد قدرتمند جهان است. هشتاد و چهار برندهٔ جایزهٔ نوبل و هشت برندهٔ مدال فیلدز از جمله دانشجویان، استادان یا کارکنان دانشگاه استنفورد بوده‌اند. مریم میرزاخانی ریاضی‌دان نامدار ایرانی و برنده مدال فیلدز استادتمام این دانشگاه بود. 
مدیریت این دانشگاه بزرگ را از سال ۲۰۱۶ مارک تسیر-لاوین‏ ریاست پیشین دانشگاه راکفلر در نیویورک، عصب‌پژوه و عضو هیئت‌مدیره چندین شرکت بزرگ در عرصه‌های فناوری است.
نظرات جالب افراد مشهور در مورد استنفورد بر اساس سایت Niche:
استیون هاوکینگ: «استنفورد به‌طور قطع دانشگاهی منحصر به فرد در آمریکا و جهان است.»
جاستین ترودو: «استنفورد سال‌ها است که هاروارد و آکسفورد را پشت سر گذاشته و این مسئله عجیبی نیست!»

## تاریخچه

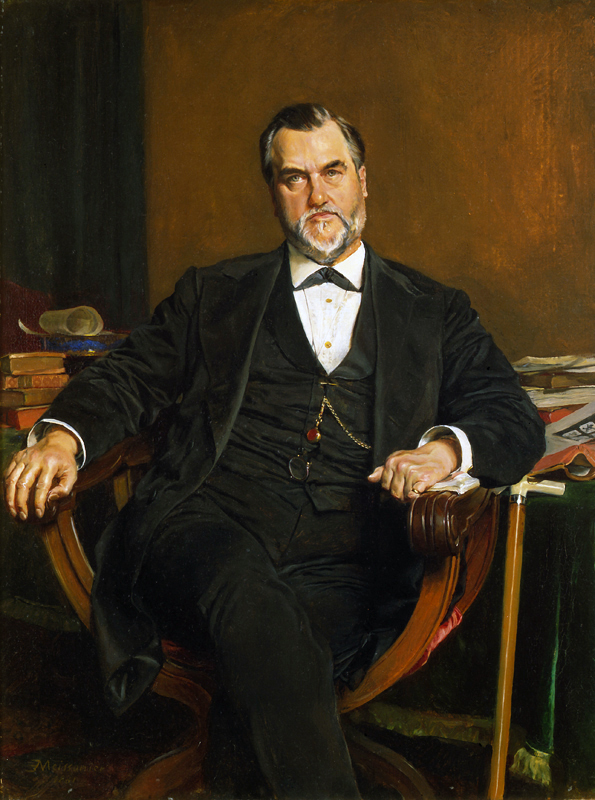
لیلند استنفورد

این دانشگاه در سال ۱۸۸۵ به دست لیلند جونیور استنفورد و همسرش ساخته شد و در سال ۱۸۹۱ فعالیت خود را آغاز کرد. این زوج دانشگاه را به یاد پسرشان که در ۱۶ سالگی بر اثر تیفوئید درگذشته بود، ساختند.
لیلند استنفورد زمین‌های کشاورزی خود را برای این کار اختصاص داد تا ایالت کالیفرنیا مرکز دانشگاهی بزرگی داشته باشد.
علیرغم اثرات زمین لرزه‌های سال‌های ۱۹۰۶ و ۱۹۸۹، محوطه دانشگاه هر بار دوباره بازسازی شد.
مرکز پزشکی استنفورد یک بیمارستان آموزشی بیشتر از ۸۰۰ تختخوابی است که در سال ۱۹۵۹ کامل شد.

## شمار دانشجویان

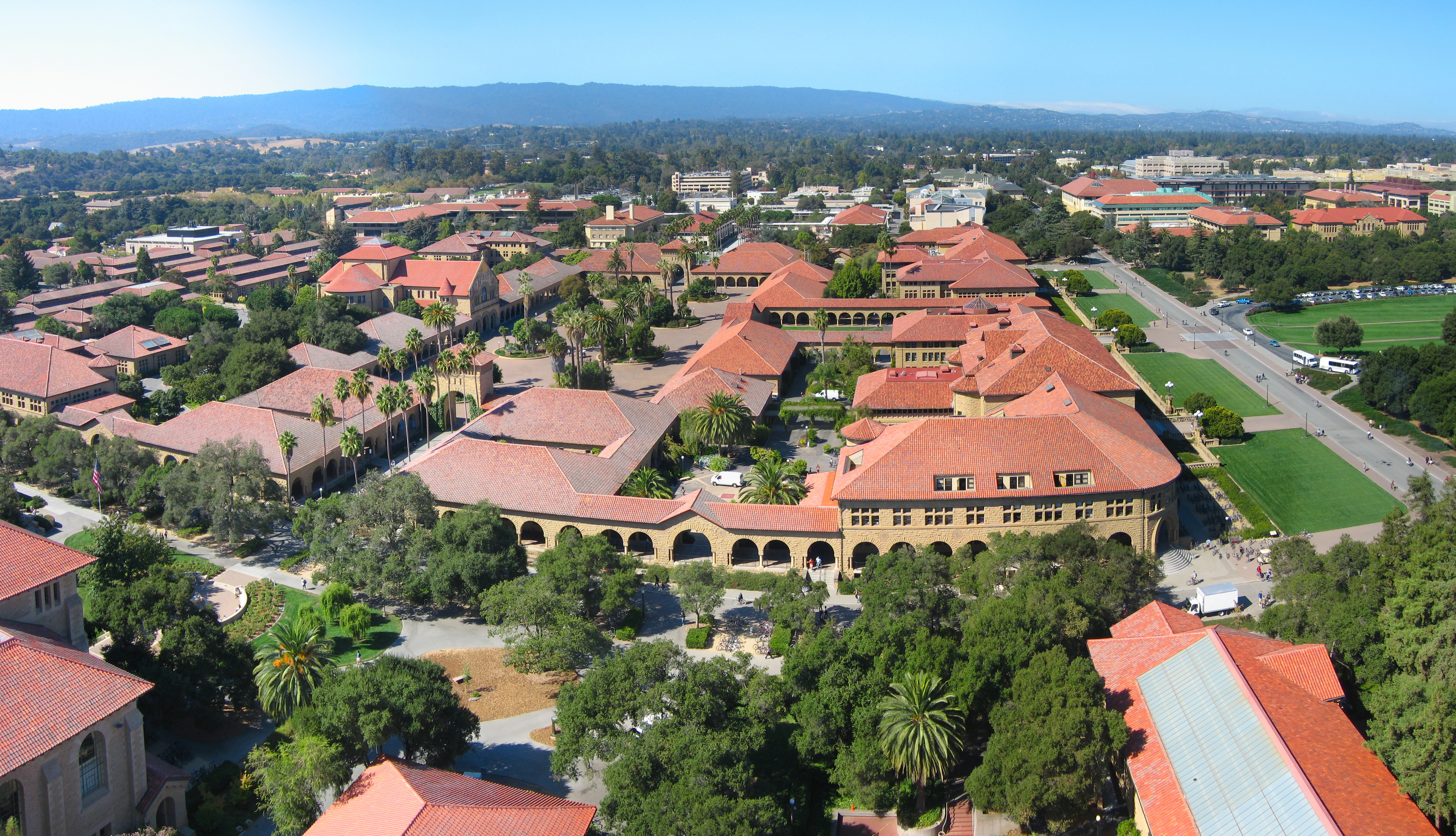
نمای دانشگاه استنفورد از فراز برج هوور واقع در پردیس این دانشگاه

جمعیت کل دانشجویان دانشگاه استنفورد ۱۷٬۲۴۶ دانشجو می‌باشد. شمار ۷٬۰۶۲ نفر دانشجوی دوره‌های مقدماتی ثبت‌نام‌شده و حدود ۹٬۳۰۴ دانشجوی تحصیلات تکمیلی از ایالات متحده و دیگر نقاط جهان است.

## تأثیر در فناوری اطلاعات
دانشگاه استنفورد در منطقهٔ دره سیلیکون در ایالت کالیفرنیا واقع است و بسیاری از ابرشرکت‌های معتبر در زمینهٔ فناوری اطلاعات توسط فارغ‌التحصیلان این دانشگاه تأسیس شده‌اند. از مشهورترین این شرکت‌ها می‌توان به گوگل، یاهو، اچ‌پی، سیلیکون گرافیکس، سان مایکروسیستمز، لینکدین، اسنپ‌چت، اینستاگرام، نایکی، الکترونیک آرتس، انویدیا و سیسکو سیستمز اشاره کرد.

## مرکز هنری کانتور
مرکز هنری کانتور (به انگلیسی: Cantor Arts Center) یک موزهٔ هنری در پردیس دانشگاه استنفورد است. آثار هنری این موزه در ۲۴ گالری در معرض نمایش عموم قرار دارد. این نمایشگاه دارای بزرگ‌ترین مجموعهٔ آثار تجسمی آگوست رودن خارج از شهر پاریس در فرانسه است.

## مرکز مطالعات ایرانی
از سال ۲۰۰۴ میلادی تحت دانشکدهٔ انسانیات و علوم مرکز مطالعات ایرانی به مدیریت عباس میلانی آغاز به‌کار کرد. اهدای جایزهٔ سالانهٔ بیتا از کارهای این مرکز بوده است.

## نگارخانه

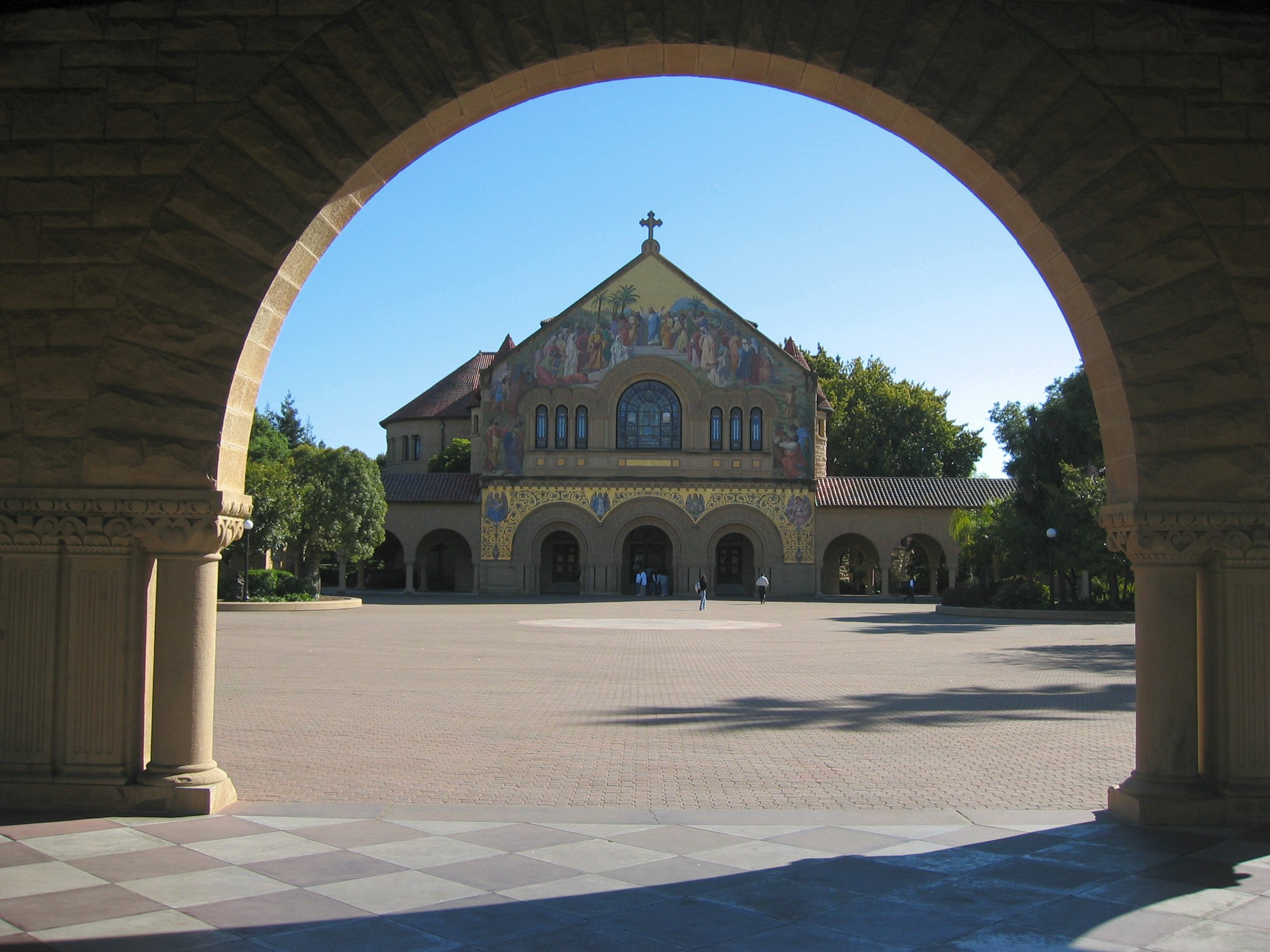
Stanford Memorial Church
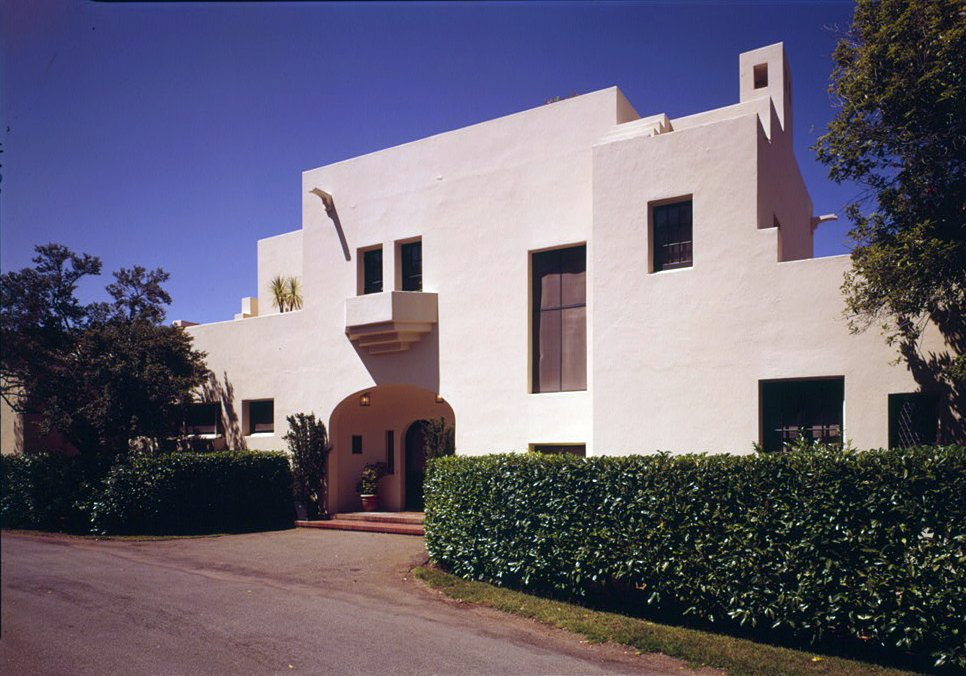
Lou Henry and Herbert Hoover House
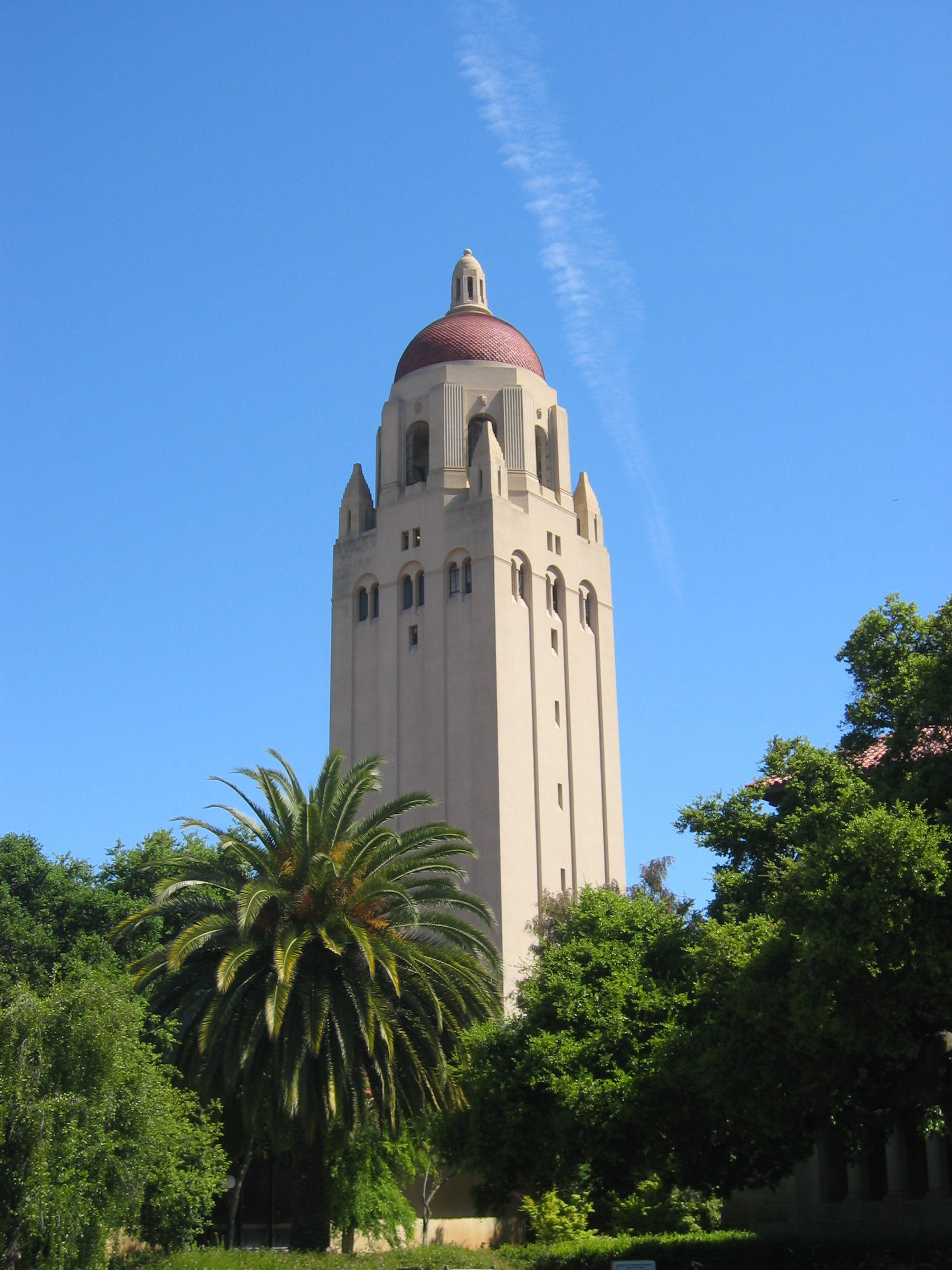
برج هوور
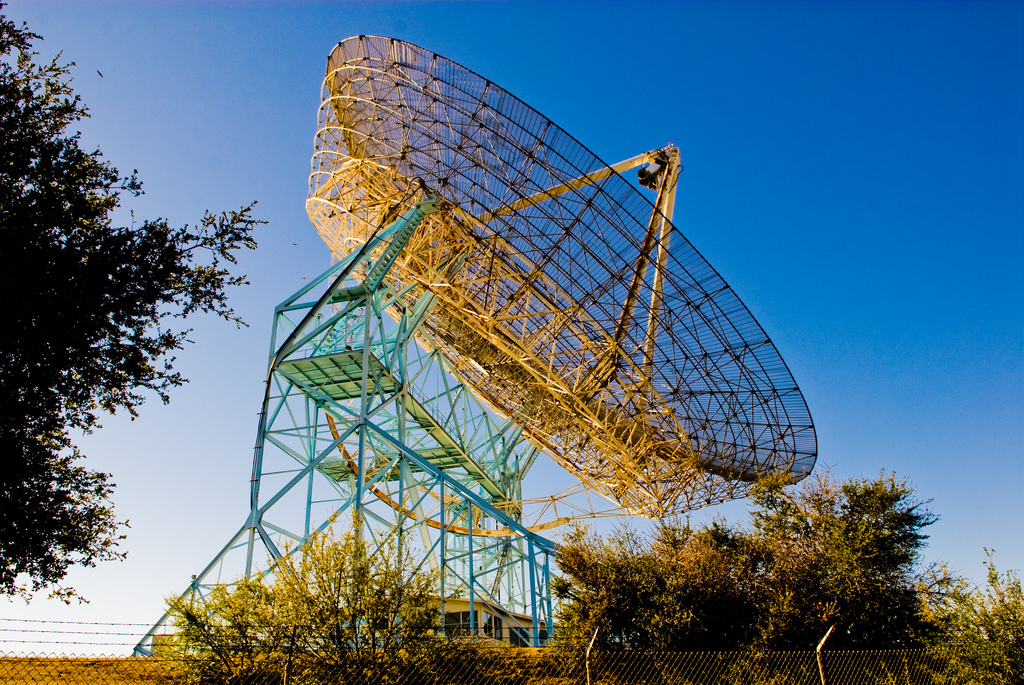
The Dish
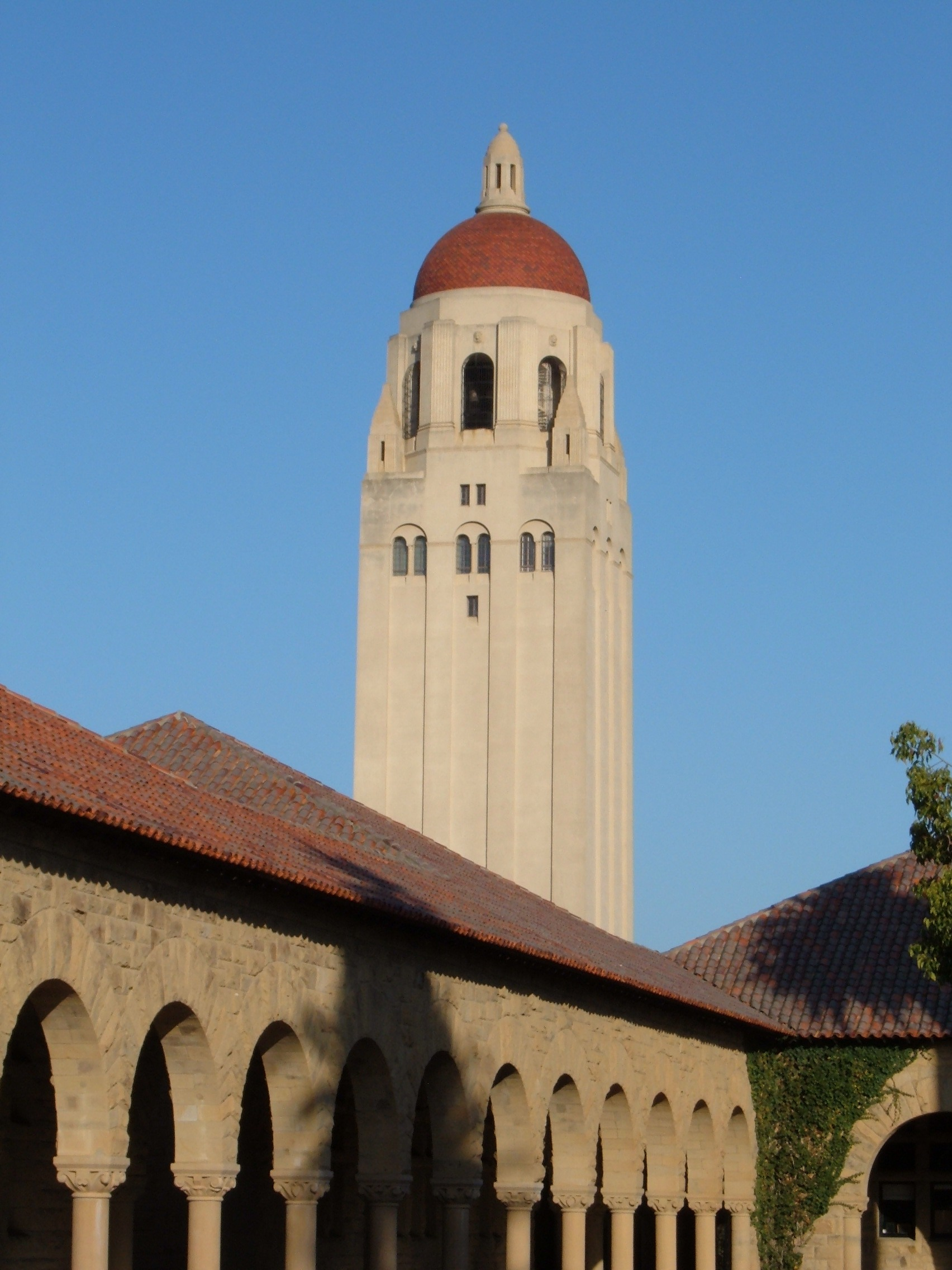
نمایی از برج «هوور»